# ホカベン
『ホカベン』は、中嶋博行原作・カワラニサイ作画の漫画、またそれを原作としたテレビドラマ。

## 概要
新米弁護士が、少年犯罪や虐待などさまざまな犯罪と立ち向かう。タイトルの『ホカベン』とは弁当のことではなく、"新米弁護士"のことを表す。
漫画は青年漫画雑誌『イブニング』（講談社）に2003年から2006年まで連載された。単行本は全6巻。また2008年6月には、原作を担当した中嶋博行が自ら書き下ろした小説が『ホカベン ボクたちの正義』のタイトルで講談社文庫から出版された。ドラマ版の1 - 2話に当たるエピソードが収録されている。

## あらすじ
新人弁護士・堂本孝（ドラマ版では堂本灯）は司法修習を終えた後、法律相談所「エムザ」に入所し、プロボノセクションに配属された。そこで堂本は、そのセクションのリーダーで自身の教育係・杉崎と出会う。しかし依頼者からの相談を受ける中で、法律に背き虐げられた弱者の辛い現実や、「法律は弱者を守ってくれる」と考える堂本と、法律の限界を知り尽くし「弱者を守らないどころか殺せる武器」と考える杉崎との対立に直面する。それでも堂本は弱者を救うために、情熱だけで立ち向かう。

## テレビドラマ
2008年4月16日から6月18日まで、日本テレビの『水曜ドラマ』で毎週水曜22:00 - 22:54（JST、初回は23:09までの15分拡大版）に放送。原作とは異なり、主人公の弁護士は男性から女性に置き換えられており、日本テレビの連続ドラマは初主演となる上戸彩が主演を務めた。平均視聴率は8.21%。全篇通して1桁台にとどまった。

### キャスト
- 堂本灯：上戸彩
- 杉崎忠志：北村一輝
- 片瀬理一郎：加藤成亮（NEWS）
- 倉木しおり：戸田菜穂
- 財津正人：篠井英介
- 吉川瑞穂：中山恵
- 小森雄介：渡邉紘平
- 伊沢巧：永井浩介
- 工藤怜子：りょう
- 堂本美代子：かとうかず子
- 森岡哲夫：大杉漣

#### ゲスト
第1話 - 第2話
- 池上享子：富田靖子
- 濱田真司：石丸謙二郎
- 池上和彦：阪田マサノブ
- 池上真希：石井萌々果
- 食堂店主：ミッキー・カーチス（第2話のみ）
- 関社長：佐々木勝彦（第2話のみ）
- 中村慈子：山野海（第2話のみ）
- 警官：紀伊修平
- 刑事：国枝量平
- 裁判長：谷本一
- 施設の保母：滝佳保子

第3話
- 川原友江：朝加真由美
- 宇佐美千枝子：鈴木砂羽
- 大沢寛文：田中哲司
- 宇佐美拓男：中嶋けんこう
- 川原徹：佐藤祐基
- 宇佐美佳彦：森大悟
- 浦川社長：勝部演之
- 検事：田窪一世
- 裁判長：須永慶
- 小宮山：広田雅裕
-  ?：松下修

第4話
- 佐々木光二：黄川田将也
- 富田大介：大倉孝二
- 藤野美香：入山法子
- 入江数馬：三原康可
- 鈴木政恵：伊佐山ひろ子
- 裁判官：藤田宗久
- 入江数馬：世古陽丸
-  ?：森富士夫
- 雑誌記者：福地香代
- チンピラA：谷村好一
- チンピラB：白国秀樹

第5話 - 第6話
- 布田康彦：山崎一
- 布田則子：みやなおこ
- 富田大介：大倉孝二
- 大塚哲也：東根作寿英
- 布田武史：桜田通
- 折本幸広：染谷将太
- 矢沢修：田辺季正
- 三池亮平：落合扶樹
- 手塚：石崎直
- 富田の弁護士：尾崎右宗
- 親類：浦崎鈴子
- TV記者：神木優
- TV記者：竹村千穂
- 養護教諭：築山万有美
- 笠原理事長：西田健

第7話
- 松沢明美：片瀬那奈
- 戸塚源一：遠藤雄弥
- 鈴木政恵：伊佐山ひろ子
- 上田隆志：小市慢太郎
- 田中浩平：中村友也
- 戸塚健一：並樹史朗
- 戸塚春子：久我朋乃
- 鈴木亜希子：中村麻美
- 上田の同僚：江原百合
- 裁判長：白石タダシ

第8話
- 河合里奈：佐藤仁美
- 松岡隼人：鳥羽潤
- 藤木勇二：三上市朗
- 河合照夫：河西健司
- 市川隆一：みのすけ
- 香坂伸義：樋渡真司
- 河合優子：今橋かつよ
- 患者の母親：小宮久美子
- 病院受付：はやしだみき
- カメラマン：高瀬アラタ

第9話 - 第10話
- 服部芳雄：大高洋夫
- 服部和子：木村理恵
- 不破憲一：勝村政信
- 鈴木政恵：伊佐山ひろ子
- 鈴木亜希子：中村麻美
- 黒川重徳：中丸新将
- 暴漢：林和義
- 記者：篠原功生
- 記者：ノゾエ征爾
- 記者：滝沢涼子
- TVコメンテーター：河内隆志

### スタッフ
- 原作・法律監修：中嶋博行
- 脚本：阿相クミコ、浜田秀哉、丸茂周
- 脚本監修：秦建日子
- 演出：佐久間紀佳、池田健司、吉野洋
- プロデューサー：山本由緒、小泉守（トータルメディアコミュニケーション）
- 音楽：金子隆博
- 主題歌：トータス松本「涙をとどけて」
- サウンドデザイン：石井和之
- 技術協力：NiTRO、日本テレビアート
- 美術協力：日本テレビアート
- 制作協力：トータルメディアコミュニケーション
- 制作著作：日本テレビ

### 放送日程
| 各話   | 放送日  | サブタイトル                         | 視聴率 |
| ------ | ------- | ------------------------------------ | ------ |
| 1      | 4月16日 | 法は人を守らない! 弁護士の理想と現実 | 8.8%   |
| 2      | 4月23日 | 親子を救うたった一つの法律           | 9.3%   |
| 3      | 4月30日 | 少年法が守ろうとするもの             | 7.4%   |
| 4      | 5月7日  | 弁護ミスで告訴!? 借金男の罠          | 6.3%   |
| 5      | 5月14日 | 私が真相を暴く!! 少年死亡事故        | 7.8%   |
| 6      | 5月21日 | いじめ殺人!? 少年の未来を救え        | 8.4%   |
| 7      | 5月28日 | 決意の凶悪犯弁護…大きな試練          | 8.4%   |
| 8      | 6月4日  | 母の笑顔を守れ! 医療ミス訴訟         | 7.0%   |
| 9      | 6月11日 | 弁護士を弁護! 私、辞めます           | 9.6%   |
| 最終話 | 6月18日 | 私は法律の正義を信じる               | 8.9%   |

| 日本テレビ系列 水曜ドラマ           | 日本テレビ系列 水曜ドラマ            | 日本テレビ系列 水曜ドラマ             |
| 前番組                              | 番組名                               | 次番組                                |
| ----------------------------------- | ------------------------------------ | ------------------------------------- |
| 斉藤さん （2008年1月9日 - 3月19日） | ホカベン （2008年4月16日 - 6月18日） | 正義の味方 （2008年7月9日 - 9月10日） |